# 엘리자베스 길리스
엘리자베스 길리스(Elizabeth Gillies, 1993년 7월 26일 ~ )는 미국의 배우, 가수이다.
```
2007년 뮤지컬 '13'으로 데뷔하였고, 첫 텔레비전 출연작은 
블랙 도넬리스
 (2007)이었다. 2010년부터 2013년까지 
니켈로디언
의 드라마 《
빅토리어스
》에서 제이드 웨스트 역을 연기했다. 
FX
의 드라마 
섹스 & 드럭스 & 록 & 롤
에서 주연을 맡기도 했다. 2017년부터는 
1980년대에 방영한 드라마
의 리부트작인 
The CW
의 《
다이너스티
》에 출연하고 있다.
```

## 출연 작품
- 아리조나 (2018)
- 베케이션 (2015)
- 킬링 대디 (2014)
- 애니멀(영어판) (2014)
- 잃어버린 왕국의 비밀 (2013)
- 빅토리어스 시즌4 (2012)
- 빅토리어스 시즌3 (2012)
- 빅토리어스 시즌2 (2011)
- 빅토리어스 (2010)
- 더 클리크 (2008)
- 해롤드 (2008)
- 블랙 도넬리 (2007)